# Marla Landi

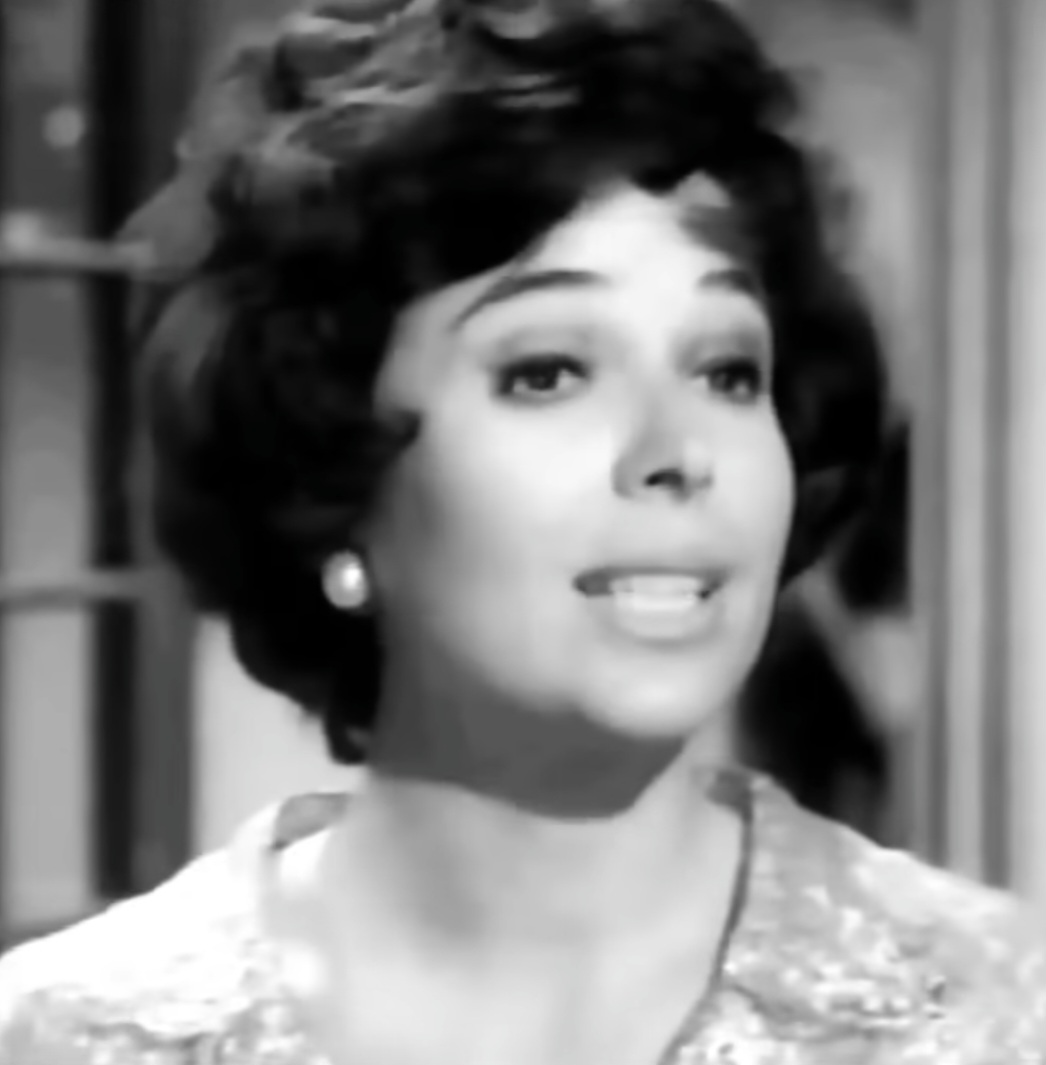
Marla Landi

Marla Landi (Turijn, 30 november 1933), geboren als Marcella Teresa Maria Scarafia, is een Italiaanse actrice. Ze werd tevens bekend als Lady Dashwood.
Ze speelde o.a. in The Hound of the Baskervilles (1959), The Pirates of Blood River (1962) en Danger Man (1960).
Landi sprak Engels met een zwaar accent.